# Черниговская картонажно-полиграфическая фабрика
Черниговская картонажно-полиграфическая фабрика (укр. Чернігівська картонажно-поліграфічна фабрика) — предприятие лесной (целлюлозно-бумажной отрасли) и полиграфической промышленностей на Украине, расположенное на территории Деснянского района Чернигова.

## История
В 1943 году была основана промышленная артель имени Парижской Коммуны, которая в 1960 году была реорганизована в Черниговскую картонную фабрику. В 1964 году было присоединено районное издательство, преобразовав предприятие в «Черниговскую картонно-полиграфическую фабрику». Фабрика печатает и изготовляет картонную и бумажную тату в цветном оформлении, детские настольные игры, выполняет переплётные работы.

## Описание
3 февраля 1994 года было создано ООО «Черниговская картонажно-полиграфическая фабрика» с размером статутного капитала 95 710,60 грн. Уполномоченное лицо — Александр Валериевич Бубинец. Основатели компании — ООО «Чернигов-Петролеум» 69,3194 %, Витренко Сергей Николаевич 24,2394 %. Конеченые бенефициары — Витренко Сергей Николаевич, Витренко Тамара Ильинична.
На 2020 год активы составили ▼ 981,2 тыс. грн., выручка (оборот) — ▼ 4,145 млн грн. (в том числе 395 тыс. грн. госзакупки), обязательства — ▲ 746,1 тыс. грн. Внешнеэкономическая деятельность на 2019 год: объём импорта до 100 тыс. грн., доход от экспорта — отсутствует.
Деятельность предприятия:
1. основной — Производство гофрированной бумаги и картона, бумажной и картонной тары
2. Оптовая торговля железными изделиями, водопроводным и отопительным оборудованием и принадлежностями к нему
3. Производство бумажных канцелярских изделий
4. Производство других изделий из бумаги и картона
5. Печать другой продукции
6. Брошюровочно-переплетная деятельность и предоставление связанных с ней услуг
7. Деятельность посредников в торговле машинами, промышленным оборудованием, судами и самолётами
8. Деятельность посредников в торговле товарами широкого ассортимента
9. Оптовая торговля товарами хозяйственного назначения
10. Оптовая торговля отходами и ломом
11. Розничная торговля неиспользуемыми товарами в специализированных магазинах
12. Предоставление в аренду и эксплуатацию собственного или арендованного недвижимого имущества